# Desná (rivier)
De Desná (in het Duits: Tess/Teß) is een zijrivier van de Morava in het district Šumperk, regio Olomouc, in Tsjechië. De lengte bedraagt zo’n 31 kilometer; samen met de zogenaamde Divoka Desná (Wilde Desná), die in de Desná uitmondt, is de lengte 43 kilometer.

## De loop van de rivier
De rivier de Desná ontstaat op een hoogte van 560 meter uit de samenloop van de Divoké Desná (Wilde Desná) en de Hučivé Desná (ruisende Desná) in het dorp Kouty nad Desnou. Vanaf dat punt stroomt de rivier in zuidwestelijke richting door de dorpen Loučná nad Desnou, Maršikov en Rapotín, waar de zijriviertjes de Merta en de Losinka de Desná instromen. Daarna stroomt de Desná door Vikýřovice, Šumperk en Sudkov, en voegt zich ter hoogte van Postřelmov bij de Morava, op een hoogte van 281 m.
Zijriviertjes en beken, die in de Desná uitkomen:
- De Merta (17 km),
- de Losinka (16,5 km),
- en de bergbeken van Rejchartice (14 km), Hraběšice (10,3 km), Bratrušov (8 km) en Sudkov (1,4 km).

- Nationale Bibliotheek van Tsjechië: ge366021
- Virtual International Authority File: 133436422